# روت-ان بویل
روت-اَن بویل (به انگلیسی: Ruth-Ann Boyle) (متولد ۲۶ آوریل ۱۹۷۰ در ساندرلند) یک خوانندهٔ موسیقی پاپ بریتانیایی است که در طی سال‌های دههٔ ۹۰ به شهرت رسید. او همراه با تهیه‌کنندگان به نام‌های تیم کلت و رابین تایلور-فرت، گروه بریتانیایی Olive را تشکیل داد. این گروه با «You're Not Alone» (تو تنها نیستی) در سال ۱۹۹۶ به شهرت رسید.
در سال ۱۹۹۹، وی آوازخواندن‌های اصلی را در ترانهٔ «Gravity of Love» در آلبوم «پرده پشت آینه» از انیگما بر عهده گرفت، ترانه‌ای که به عنوان یک تک‌آهنگ نیز منتشر شد. او هم‌چنین آوازخواندن‌های مهمان (guest-vocals) را برای آلبوم سال ۲۰۰۳ این پروژهٔ موسیقی، یعنی Voyageur اجرا کرد.
نخستین آلبوم تک‌نفرهٔ روت-ان، What About Us در تاریخ ۴ ژوئن ۲۰۰۷ منتشر شد و اکنون مخصوصاً برای خرید از طریق فروشگاه iTunes در دسترس است. این آلبوم به وسیلهٔ مایکل کرتو، خالق انیگما تهیه شده‌است و به صورت دیجیتالی در سطح جهانی منتشر شده‌است.

## زندگی‌نامه
روت-ان که تحت تأثیر خوانندگانی چون ریکی لی جونز و جونی میشل قرار گرفته بود،  از سنین ۱۷ تا ۱۹ سالگی به گروه‌های موسیقی مختلفی پیوست،  اما این‌ها به تجربیات ناخوشایندی تبدیل شدند («گروه‌های محلی، ریکی لی جونز و چیزهای مشابه آن، همگی برای او احساس ترسی را به همراه داشتند»). در زمان کار در این گروه‌ها، قبل از به خاتمه دادن به مدیریت یک میخانه در شفیلد، او در خط تولید کارخانه‌ها کار می‌کرد. ضمناً، او نمونه‌های آوازخوانی را برای The Durutti Column، یک پروژهٔ موسیقی به وجود آمده در شهر منچستر که به وسیلهٔ وینی ریلی اداره می‌شد، اجرا کرد.
با این وجود، بویل که در حال تفکر به شغل پرستاری بود، در آن زمان، کلت، که نمونه‌های آوازخوانی پیشضبط شده روی کیبورد او را در حال اجرای زنده با The Durutti Column شنیده بود، با او در مورد خواندن در گروهی که او با تیلور فیت تشکیل داده بود تماس گرفت. بعد از انجام تست‌ها، بویل در گروه، یک همکاری موسیقی آرمانی را یافت. آلیو از آغاز به کار این گروه در سال ۱۹۹۵ تا سال ۲۰۰۰، دو آلبوم را ساخت و بعد از آن، گروه دیگر به همکاری ادامه ندادند.
در طی تهیه کردن دومین آلبوم آلیو، زیر نظر ناشر مدونا، Maverick، و با نام "Trickle"، روت-ان، مایکل کرتو را، که پروژهٔ برتر گونه‌های عصرنو/پاپ دههٔ ۹۰، ENIGMA به ایدهٔ او شکل گرفته بود ملاقات کرد. مایکل یکی از ترانه‌های او را (Miracle) در ایبیزا شنیده بود و بویل را به همکاری در چهارمین concept album انیگما، پرده پشت آینه (۲۰۰۰) دعوت کرد. روت در دو ترانه، خواندن‌های اصلی را سرایید، و یکی از آن‌ها به عنوان تک‌آهنگ اصلی با نام «Gravity of Love» منتشر شد و بعد از آن، نقش خواندن‌های یک صدای زنانه را در آلبوم بیشترتجاری به سمت موسیقی پاپ‌جهت‌گیری‌کرده، Voyageur در ترانه‌های «بوم، بوم» و «به دنبال خورشید» در اواخر سال ۲۰۰۳ اجرا کرد.
به دلیل همکاری‌های موفقیت‌آمیزشان، آن‌ها آلبوم آغازین تک‌نفره‌ای را تهیه کردند، که بعداً در استودیوهای ای.آر.تی در ایبیزا در اواخر سال ۲۰۰۴ ساخته شد. این آلبوم «What About Us» (با علامت سؤالی در پایان آن) نام گرفت. پس از تأ خیرهای فراوان، این آلبوم به صورت دیجیتالی در ژوئن ۲۰۰۷ منتشر شد.